# Monastère d'Evangelístria d'Áno Pediná
 (février 2017).
Si vous disposez d'ouvrages ou d'articles de référence ou si vous connaissez des sites web de qualité traitant du thème abordé ici, merci de compléter l'article en donnant les références utiles à sa vérifiabilité et en les liant à la section « Notes et références ».
Le monastère d’Evangelístria d’Áno Pediná (grec moderne : Ιερά Μονή Ευαγγελίστριας Άνω Πεδινών) date d’avant 1700 et est de style traditionnel de Zagorochória (Ζαγοροχώρια).

## Description
Le côté nord-est présente une impressionnante muraille semblable à celle d’une forteresse. Les cellules des moines se trouvent du côté sud. Son église principale, le catholikon, dédiée à l'Annonciation, construite en 1793, est une basilique spacieuse dotée d’une coupole et un narthex. Les fresques, peintes en 1809 par Lazaros Papaioannou et Lazos Kanikis, furent financées par Christodoulos et Aikaterini Marinos, un couple de mécènes de Kapesovo. Les mêmes artistes réalisèrent des icônes représentant le Christ, l’Annonciation et l’Assomption de la Vierge. Deux autres icônes signées des orfèvres Christodopoulos de Kónitsa et Giorgios Papadimos de Kalarrýtes représentent la Vierge. Le monastère abrite également une relique datant de 1809, œuvre de Christodopoulos Pantazis, ainsi que deux reliquaires en argent des artistes Pontiokis de Kalarrýtes, père et fils.
L'iconostase et la chaire, en bois sculpté dont les parties centrales sont plaquées d’or, datent du XIXe siècle.
C’est dans ce monastère que Neófytos Doúkas (en) est devenu moine.
Entre 1820 et 1822, le monastère a été au centre d'une controverse entre le sultan Mahmoud II et Ali Pacha. Vers le milieu du XIXe siècle, il avait acquis une grande fortune et en 1857 le monastère d’Agia Paraskevi lui fut annexé. En 1930, il est devenu une dépendance du monastère de Vella.